# Hong Jeong-ho
Hong Jeong-ho  (kor. 홍정호, ur. 12 sierpnia 1989 w Czedżu) – południowokoreański piłkarz występujący na pozycji obrońcy. Zawodnik klubu Jeonbuk Hyundai Motors.

## Życiorys

### Kariera klubowa
Hong karierę rozpoczynał w 2008 roku w drużynie piłkarskiej z uczelni Uniwersytet Chosun. W 2010 roku trafił do koreańskiego klubu Jeju United FC z K-League. W tych rozgrywkach zadebiutował w sezonie 2010. Rozegrał wówczas 13 spotkań i zdobył 1 bramkę, a w lidze zajął z klubem 2. miejsce i wywalczył z nim wicemistrzostwo Korei Południowej. Został także wybrany do K-League Best XI, czyli najlepszej jedenastki K-League w sezonie. W 2013 roku przeszedł do niemieckiego FC Augsburg, a w 2016 do chińskiego Jiangsu Suning (w latach 2018–2019 wypożyczony był do Jeonbuk Hyundai Motors).
13 stycznia 2020 podpisał kontrakt z koreańskim klubem Jeonbuk Hyundai Motors, bez odstępnego.

### Kariera reprezentacyjna
W reprezentacji Korei Południowej Hong zadebiutował 11 sierpnia 2010 na stadionie Suwon World Cup Stadium (Suwon, Korea Południowa) w wygranym 2:1 towarzyskim meczu z Nigerią.
W 2011 roku został powołany do kadry na Puchar Azji.

## Sukcesy

### Klubowe
Jeju United FC
- Zdobywca drugiego miejsca K League 1: 2010

Jiangsu Suning
- Zdobywca drugiego miejsca Chinese Super League: 2016
- Zdobywca drugiego miejsca w Pucharze Chin: 2016
- Zdobywca drugiego miejsca w Pucharze Ligi Chińskiej: 2017

Jeonbuk Hyundai Motors
- Zwycięzca K League 1: 2018, 2019